# Either Way
Either Way is een nummer van het Britse dj-duo Snakehips en de Britse zangeres Anne-Marie uit 2017, in samenwerking met de Amerikaanse rapper Joey Badass.
"Either Way" is een elektronisch R&B-nummer dat gaat over relaxen met je geliefde. De plaat werd een bescheiden hitje in het Verenigd Koninkrijk, waar het de 47e positie haalde. In Nederland was het nummer iets minder succesvol; daar bereikte het de 10e positie in de Tipparade. Ook in Vlaanderen reikte het nummer slechts tot de Tipparade.